# Pierre-Louis Pierson
Pierre-Louis Pierson (Hinckange, 13 dicembre 1822 – Parigi, 22 marzo 1913) è stato un fotografo francese la cui fama si deve in particolare alla collaborazione, durata 40 anni, con Virginia Oldoini, contessa di Castiglione, con la quale realizzò circa 450 ritratti.

## Biografia

La contessa di Castiglione posa davanti all'obiettivo di Pierre-Louis Pierson negli anni sessanta dell'Ottocento.

### Fotografo di sua maestà l'Imperatore
Si interessa molto presto alla fotografia e, già nel 1844, ha un atelier a Parigi che gode di solida reputazione.
Per molti anni ha la sua sede professionale al numero civico 5 del Boulevard des Capucines, quando diventa socio dei fratelli Léopold-Ernest e Louis-Frédéric Mayer. La loro società avrà sede a questo indirizzo e diventerà un'importante impresa commerciale.
Utilizzando da principio la tecnica della dagherrotipia, il loro atelier sarà uno dei primi a specializzarsi nel ritratto fotografico ritoccato ad acquerello o a olio. La società incontra il favore della famiglia imperiale. 
Lo studio realizza infatti diversi ritratti della famiglia imperiale nel corso del Secondo Impero. Tra il 1855 e il 1862, il periodo più brillante dell'atelier, vi accorronno tutte le persone alla moda (la corte, l'aristocrazia, il mondo dell'alta finanza e quello delle attrici e dei musicisti). L'atelier è anche fornitore del re del Wurtemberg, del re del Portogallo e del re di Svezia.
A partire dal 1862, la clientela diventa più comune, fino a diventare del tutto ordinaria dopo il 1866.

### Fotografo della contessa di Castiglione
Il suo incontro con la contessa di Castiglione ha luogo nel 1856, e per quarant'anni Pierson resterà il suo fotografo ufficiale. Nel 1867 il suo ritratto come "Regina di cuori" viene pubblicato da Pierson all'Esposizione universale di Parigi.
Tra il 1861 e il 1867 ha luogo un'intensa collaborazione tra il fotografo e la sua modella. Questa, durante le molte sessioni di posa, eccelle nell'arte della messa in scena e sviluppa ruoli di Madonna, donna afflitta, madre, donna alla moda in abiti stravaganti. In un'atmosfera ludica che lascia larga parte all'improvvisazione, la contessa crea con l'aiuto del fotografo differenti personaggi. Abiti, acconciature, atteggiamenti, tutto è studiato per creare un effetto drammatico. Grazie a effetti creati dall'uso di specchi, può duplicarsi e apparire sotto diversi aspetti. Alcuni studi la mostrano sdraiata, coi capelli sciolti.
Sempre su sua richiesta, Pierson le fotografa gambe e piedi, opere considerate fotografie a tendenza erotica molto avanzate per l'epoca.
Durante la vita della contessa queste foto costituiscono un segreto fra la Castiglione e Pierre-Louis Pierson. Questa frenesia fotografica (tra il 1856 e il 1895 la contessa posò per oltre 450 ritratti) è rara per l'epoca e costituisce anche una delle prime forme di autoritratto fotografico.

### La società Braun e il Museo del Louvre
Nel 1878 diventa socio del genero, Gaston Braun, erede della società Braun e del cognato di questo, Léon Clément. Insieme rilevano la società Adolphe Braun et Cie sull'orlo della bancarotta. Da quel momento in poi, la collezione fotografica appartiene alla società Braun. 
Nel 1883 la Braun firma un contratto di esclusiva per trent'anni col Museo del Louvre, avente per obiettivo la riproduzione di 7000 opere. I negativi delle opere inventariate dal museo diventano proprietà dello stato. In cambio, la società ottiene il titolo di fotografo ufficiale del Museo.
Nel 1889 la società cambia nome in "Braun, Clément et Cie". L'azienda viene ricostruita ed elettrificata fra il 1897 e il 1899. Nel 1910 viene battezzata "Braun et Cie". 

## Galleria d'immagini

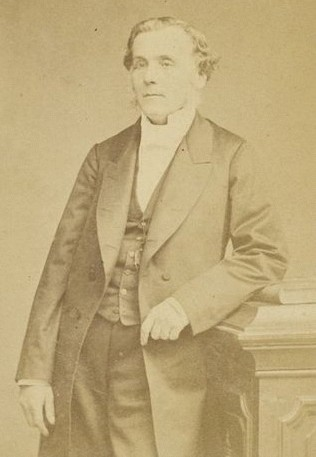
Victor Lefranc
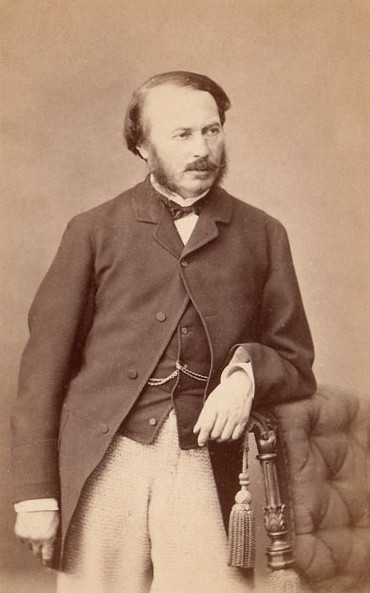
Victor de Persigny
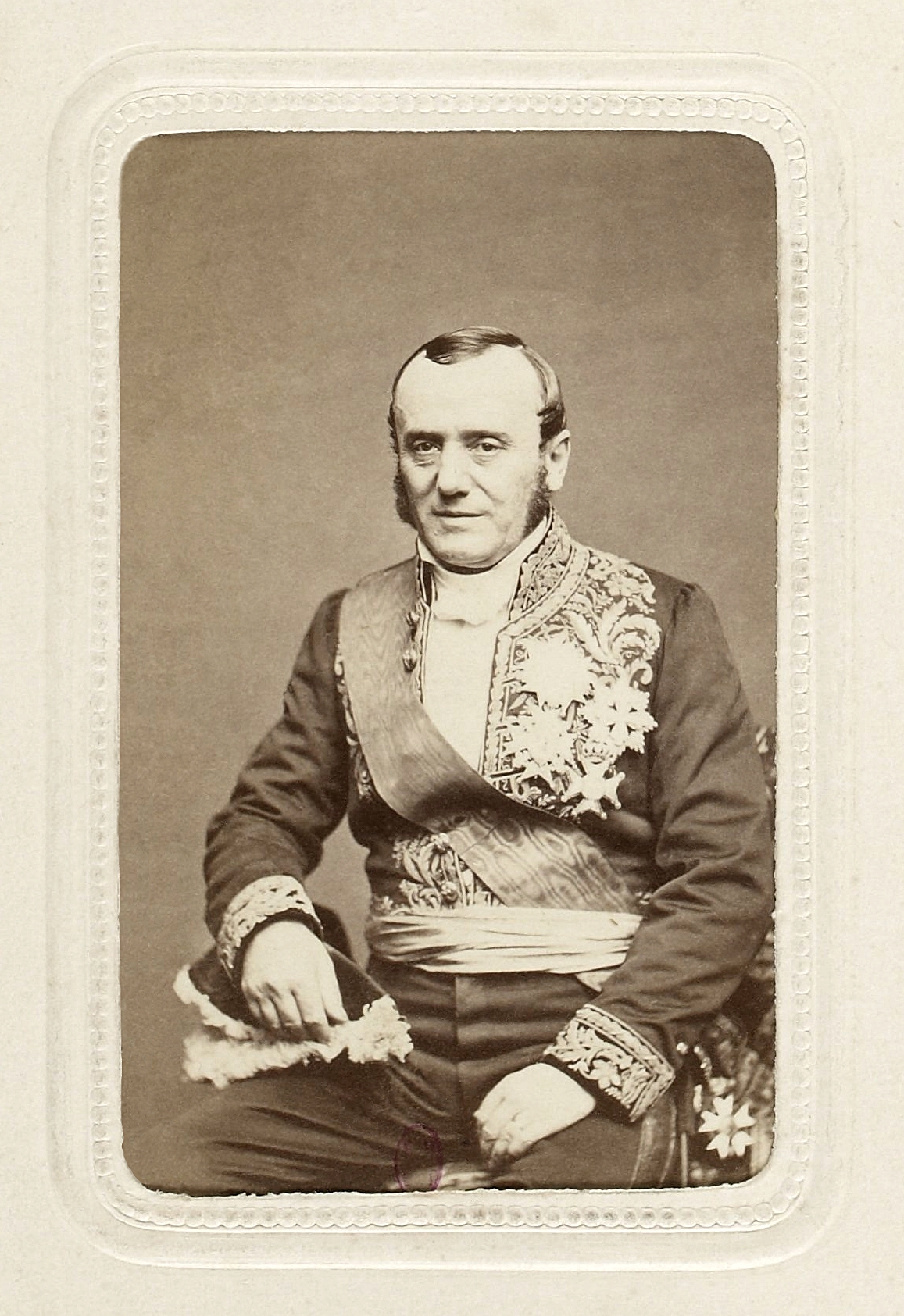
Adolphe Billault
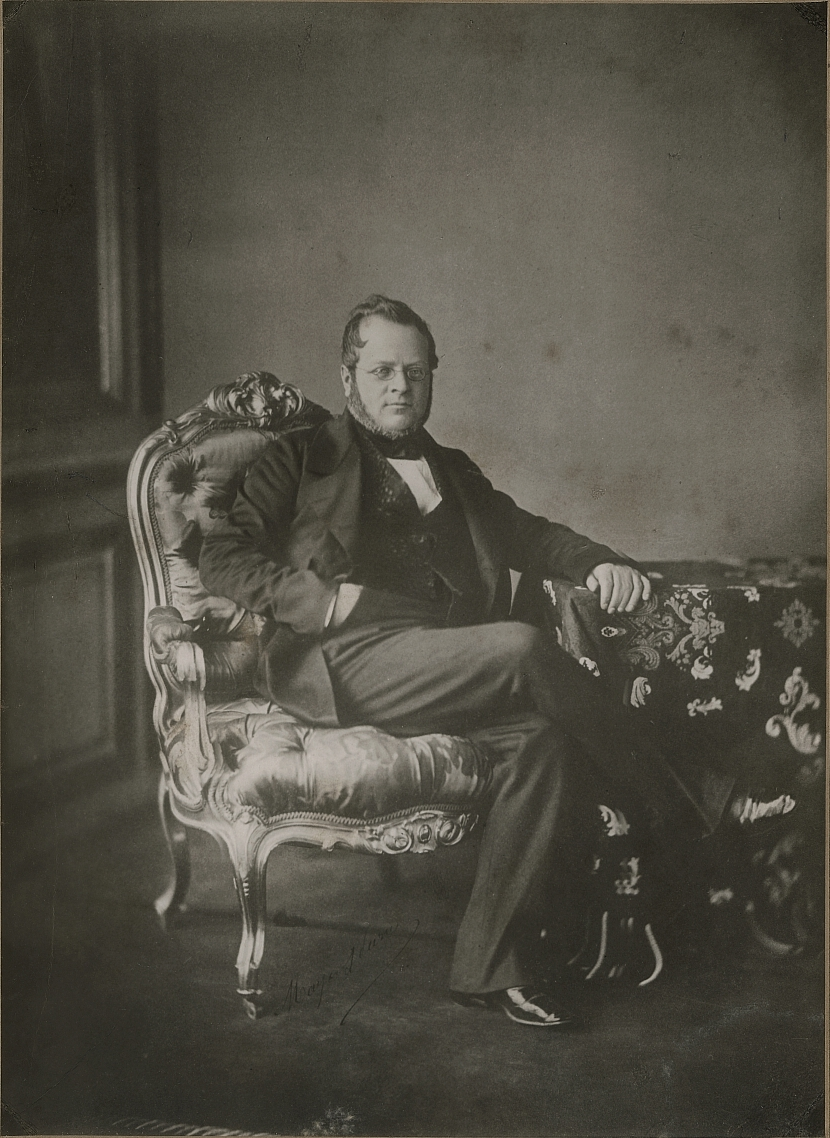
Camillo Cavour
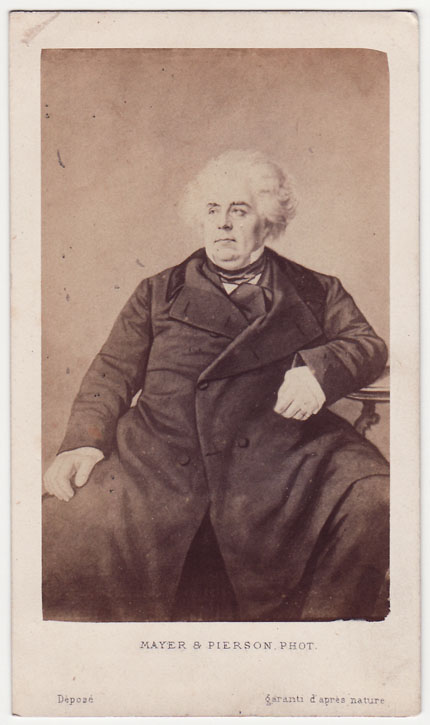
Luigi Lablache
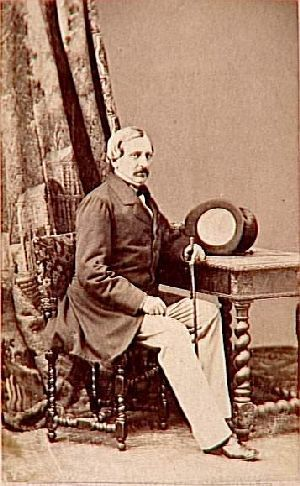
Eugène Chevandier de Valdrome
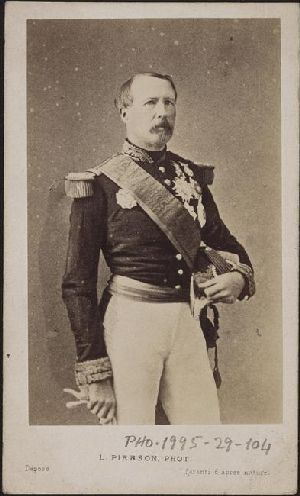
Patrice de Mac Mahon
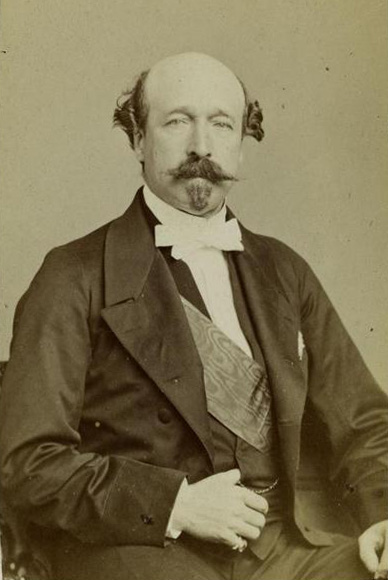
Charles de Morny
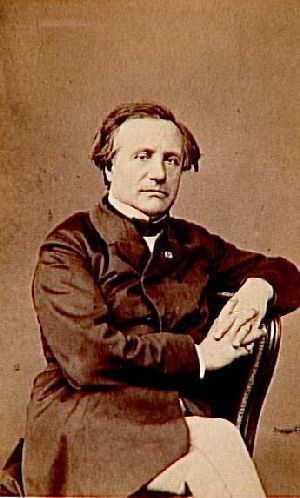
Victor Duruy
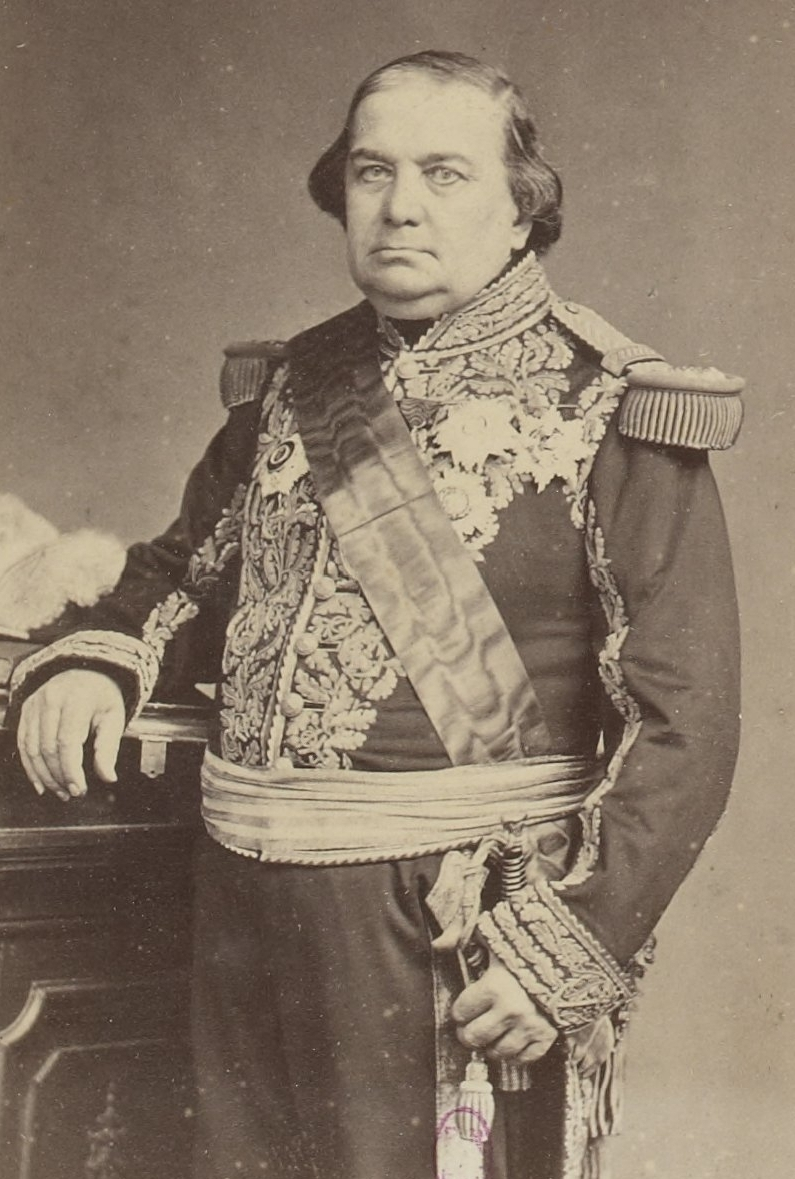
Charles Rigault de Genouilly
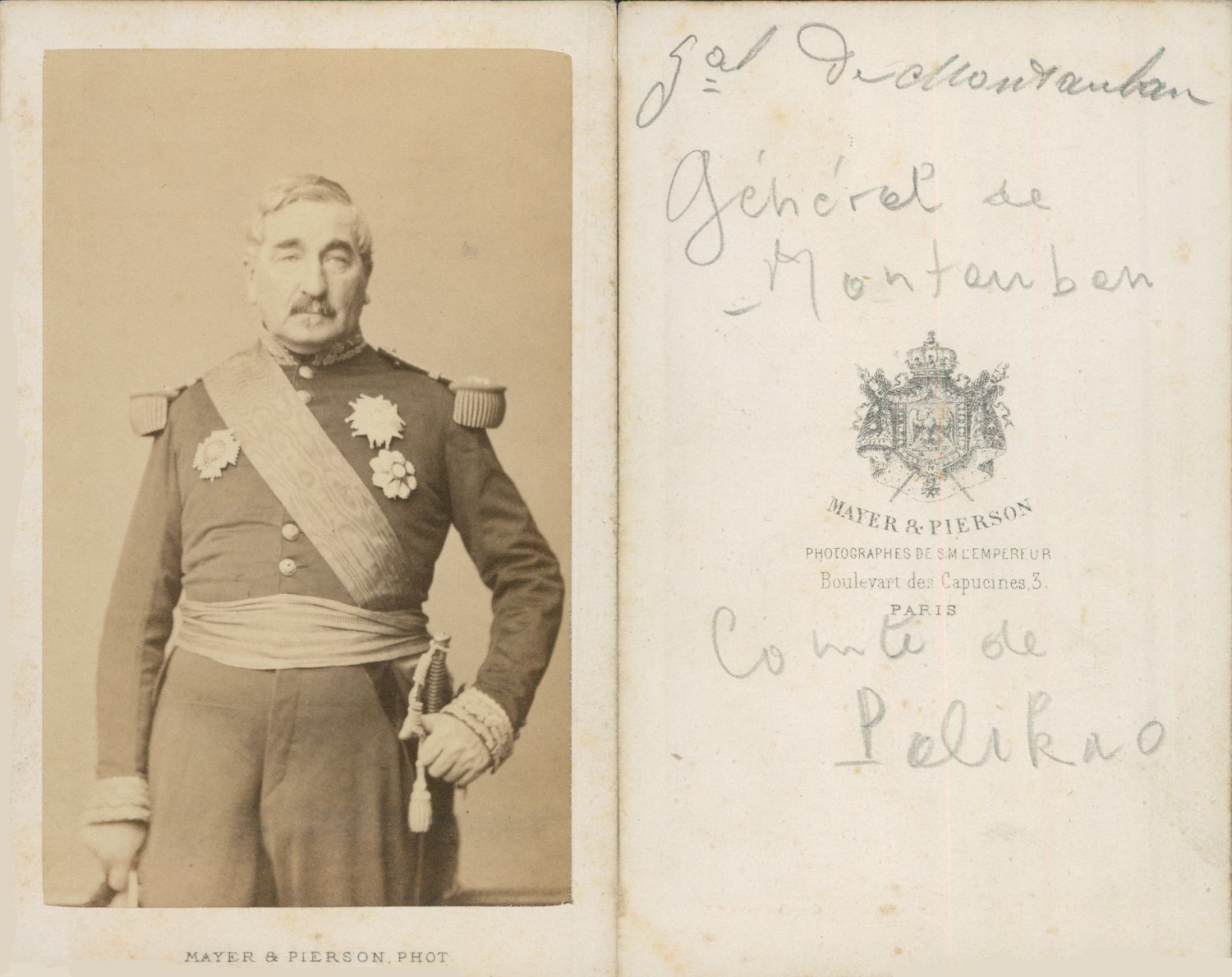
Charles Cousin-Montauban
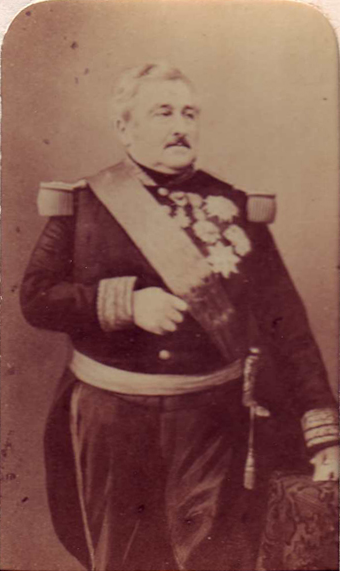
Jean Baptiste Philibert Vaillant
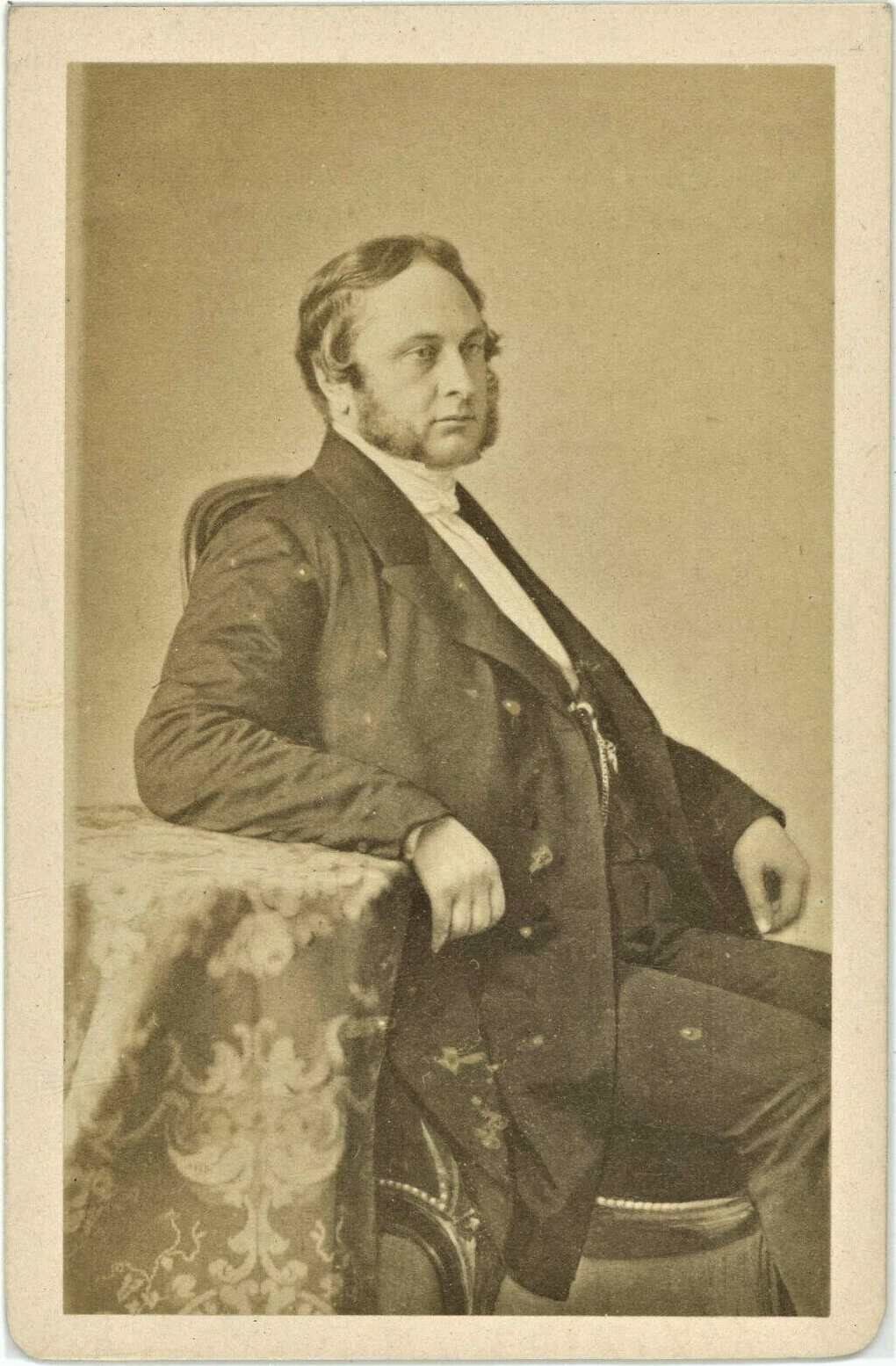
Eugene Rouher

## Film
- La séance, cortometraggio di Edouard de La Poëze, 2015, con Fanny Ardant et Paul Hamy